# Marta San Adrián Rocandio
Marta San Adrián Rocandio (San Sebastián, País Vasco, 22 de febrero de 2000) conocida como Sanadri, es una futbolista española. Juega como delantera en el Athletic Club de la Primera División de España.

## Trayectoria
Empezó a jugar en el C.I.P. Amara Berri, pasando a las categorías inferiores del Añorga Kirol eta Kultur Elkartea en 2011. En el club donostiarra pasó por las categorías: infantil, cadete B, Equipo B (Liga Vasca) y Primer Equipo (Primera Nacional).
En la temporada 2018-19 fichó por el Deportivo Alavés Gloriosas que militaba en Primera Nacional, jugó 22 de los 26 partidos de la liga, siendo titular en 15 de ellos y anotando 10 goles. El equipo se clasificó en el 2º puesto de la Liga por detrás del CDOsasuna, ascendiendo así a la nueva categoría denominada Reto Iberdrola (Segunda División Femenina de España).
En la temporada 2019-20 jugó 18 de los 22 partidos que se disputaron (fueron suspendidos 8 a consecuencia de la pandemia en España por Covid-19) siendo titular en 10 de ellos y anotando 4 goles. El equipo en ese momento ocupaba el 5º puesto de la liga Reto Iberdrola Grupo Norte (Segunda División Femenina de España).
En la temporada 2020-21 disputó los 24 partidos de la liga, siendo titular en 18 ocasiones y anotando 16 goles, lo que la convirtió en la máxima anotadora de la liga Reto Iberdrola Grupo Norte. El equipo ganó la liga el 30 de mayo en el Centro Deportivo Wanda venciendo al Atlético de Madrid B por 0 goles a 2, ascendiendo así a la denominada Primera Iberdrola (Primera División Femenina de España).
En la temporada 2021-22 debutó el 5 de septiembre en la victoria por 2-1 sobre el Real Betis en el primer partido del club en la Primera División. Marcó su primer gol en Primera División el 12 de septiembre frente al Rayo Vallecano en el minuto 89 lo que supuso la victoria del equipo por 1-2. Esa temporada disputó 25 partidos, siendo titular en 10 de ellos. Marcó 3 goles y dio 2 asistencias.
En la temporada 2022-2023 la nueva Liga F pasó a ser profesional y su inicio se retrasó una semana debido a la huelga arbitral. En ella la jugadora disputó 26 partidos, siendo titular en 18 de ellos. Marcó 5 goles y dio 3 asistencias. El equipo quedó clasificado en el último lugar de la Liga F empatado a 21 puntos con el Alhama de Murcia. Ambos equipos certificaron su descenso de categoría al empatar en el último partido de la temporada disputado en Ibaia el 20 de mayo de 2023.
En la temporada 2023-2024 ficha por el Athletic Club

## Selección nacional
En octubre y noviembre de 2021 fue convocada por Laura Del Río con la selección sub-23 de España para disputar partidos amistosos frente a Italia, Portugal y Noruega. Debutó frente a Portugal y marcó un gol en la victoria por 0-6.
En septiembre de 2022 fue convocada de nuevo por la misma seleccionadora para disputar un partido amistoso frente a Suecia en Jönköping.

## Estadísticas

### Clubes
Actualizado al último partido jugado el 20 de mayo de 2023.
| Club                                | Div.          | Temporada     | Liga  | Liga  | Liga   |
| Club                                | Div.          | Temporada     | Part. | Goles | Asist. |
| ----------------------------------- | ------------- | ------------- | ----- | ----- | ------ |
| Deportivo Alavés Gloriosas · España | 1.ª Nac       | 2018-19       | 22    | 10    |        |
| Deportivo Alavés Gloriosas · España | 2.ª           | 2019-20       | 18    | 4     |        |
| Deportivo Alavés Gloriosas · España | 2.ª           | 2020-21       | 24    | 16    |        |
| Deportivo Alavés Gloriosas · España | 1.ª           | 2021-22       | 25    | 3     | 2      |
| Deportivo Alavés Gloriosas · España | 1.ª           | 2022-23       | 26    | 5     | 3      |
| Deportivo Alavés Gloriosas · España | Total club    | Total club    | 115   | 38    | 5      |
| Total carrera                       | Total carrera | Total carrera | 115   | 38    | 5      |

### Selección
Actualizado al último partido jugado el 5 de septiembre de 2022.
| Selecciones                                                   | Año   | Amistosos (1) | Amistosos (1) | Amistosos (1) | Total | Total | Total  |
| Selecciones                                                   | Año   | Part.         | Goles         | Asist.        | Part. | Goles | Asist. |
| ------------------------------------------------------------- | ----- | ------------- | ------------- | ------------- | ----- | ----- | ------ |
| Sub-23                                                        | 2021  | 1             | 1             | 0             | 1     | 1     | 0      |
| Sub-23                                                        | 2022  | 1             | 0             | 0             | 1     | 0     | 0      |
| Sub-23                                                        | Total | 2             | 1             | 0             | 2     | 1     | 0      |
| .(1) Sólo se incluyen partidos contra selecciones nacionales. |       |               |               |               |       |       |        |

## Palmarés

### Campeonatos nacionales
Participó con la Selección de Euskadi en los Campeonatos Nacionales de Selecciones Autonómicas sub-16 y sub-18 en las temporadas 2015-16, 2016-17 y 2017-18.

### Distinciones individuales
| Distinción                                                           | Año     |
| -------------------------------------------------------------------- | ------- |
| Jugadora Juvenil Distinguida por la Federación Guipuzcoana de Fútbol | 2016-17 |